# 屯門高爾夫球中心
屯門高爾夫球中心（英語：Tuen Mun Golf Centre）是香港第一個公眾高爾夫球練習場，位於新界屯門龍門路54號，面積4.85公頃，於1995年2月26日啟用，由康樂及文化事務署管理。高爾夫球中心的設施包括分為兩層、設有91條球道的發球練習場，以及練習果岭和沙坑設施。

## 鄰近設施
- 屯門公眾騎術學校
- 屯門康樂體育中心
- 青山紅樓

## 外部連結
- 康樂及文化事務署：屯門高爾夫球中心 （页面存档备份，存于）